# 芒廷鎮區 (密蘇里州麥克唐納縣)
芒廷鎮區（英語：Mountain Township）是位於美國密蘇里州麥克唐納縣的一個行政鎮區。

## 地方資料
芒廷鎮區的面積為88.81平方千米，當中陸地面積為88.80平方千米，而水域面積為0.01平方千米。根據2020年美國人口普查的數據，當地共有人口1433人，而人口密度為每平方千米16.14人。